# Novesia

Novesia, alte Verpackung

Novesia ist ein ehemaliger Hersteller von Kakao- und Schokoladenwaren in Neuss, daher spielt die Firmenbezeichnung auf den römischen Namen der Stadt an. 1815 stellte der Apotheker Jonathan Feldhaus erstmals Schokolade her. Das Unternehmen Novesia wurde 1860 von seinem Nachfahren Peter Ferdinand Feldhaus gegründet und bis 1978 von Mitgliedern der Familie Feldhaus geleitet. Im Jahr 1978 wurde die Firma von der Leonhard Monheim AG (Hersteller der Trumpf Schokolade) übernommen. Die Novesia-Fabrikationsstätten in Neuss bestanden bis 1980 und befanden sich an der Stresemannallee bzw. an der Jülicher Landstraße, wo heute Maoam produziert wird.
Bekannteste Produkte von Novesia waren Novesia Goldnuss-Pärchen (zwei Haselnüsse mit Schokolade umhüllt und in einem goldenen Körbchen aus beschichtetem Papier mit grünem Henkel arrangiert) sowie Novesia Gold-Nuss (eine 100-Gramm-Schokoladentafel mit ganzen Haselnüssen). Besonderes Kennzeichen der Novesia Gold-Nuss ist das große Sichtfenster aus Cellophan-Papier, durch das der Kunde die ganzen Haselnüsse erkennen kann. Zeitweise wurde das Produkt mit der „Garantie27“ beworben, dass darin mindestens 27 Nüsse enthalten seien. War dies nicht der Fall, erhielt man Ersatz für Schokolade und Porto in Naturalienform.